# ウィリアム・ヘンリー・ファーネス3世
ウィリアム・ヘンリー・ファーネス3世（William Henry Furness III）は、アメリカの初期の文化人類学者で、ヤップ島やミクロネシア地域の民族誌的研究で知られる人物です。
彼の活動は19世紀末〜20世紀初頭にかけて行われました。
- 生没年：1866年 〜 1920年
- 国籍：アメリカ合衆国
- 専門：文化人類学、民族誌
- 活動地域：ミクロネシア（特にヤップ島）、ボルネオ島、東南アジアなど

## ヤップ島の研究
ファーネス3世は、1900年代初頭にヤップ島で調査を行い、その記録を『The Island of Stone Money: Uap of the Carolines』(1910)にまとめました。この著作は、石貨（フェイ）の文化的・社会的な役割を詳細に記述した民族誌として高く評価されています。
彼の観察では、石貨の価値は物理的な使用価値ではなく、その来歴（誰がどこからどうやって持ってきたか）に依存しているという点が強調されており、これは現代の文化人類学における「象徴的交換」「社会的価値」などの理論にも影響を与えました。

## 他の地域の研究
ファーネスはヤップ島以外にも、ボルネオ島などを訪れて、部族社会の言語、習慣、宗教などについても研究しました。旅行記と民族誌の中間のような文体で、読みやすさと観察の鋭さが特徴です。

## スタイルの特徴
- フィールドワークの初期段階における研究者として、観察と記述を重視
- 地元の人々との交流を通じて、儀礼・慣習・貨幣・社会関係などの情報を丁寧に記録
- 現代ほど理論的な分析は深くないものの、**「文化相対主義的視点」**を持っていた点が注目される

## 文化人類学への影響
ファーネスの研究は、20世紀初頭のアメリカ人類学において、「異文化理解の必要性」を広めるうえで重要な役割を果たしました。彼の石貨に関する報告は、のちに経済人類学者たち（例：マルセル・モースやカール・ポランニーなど）が「贈与」「交換」「信用」といった概念を考察する際にも引用され、今日でも一定の影響力を持っています。